# Gianni Di Marzio
Giovanni Di Marzio (Nápoles, 8 de enero de 1940-Padua, 22 de enero de 2022), más conocido como Gianni Di Marzio, fue un entrenador de fútbol, dirigente y comentarista deportivo italiano.

## Trayectoria

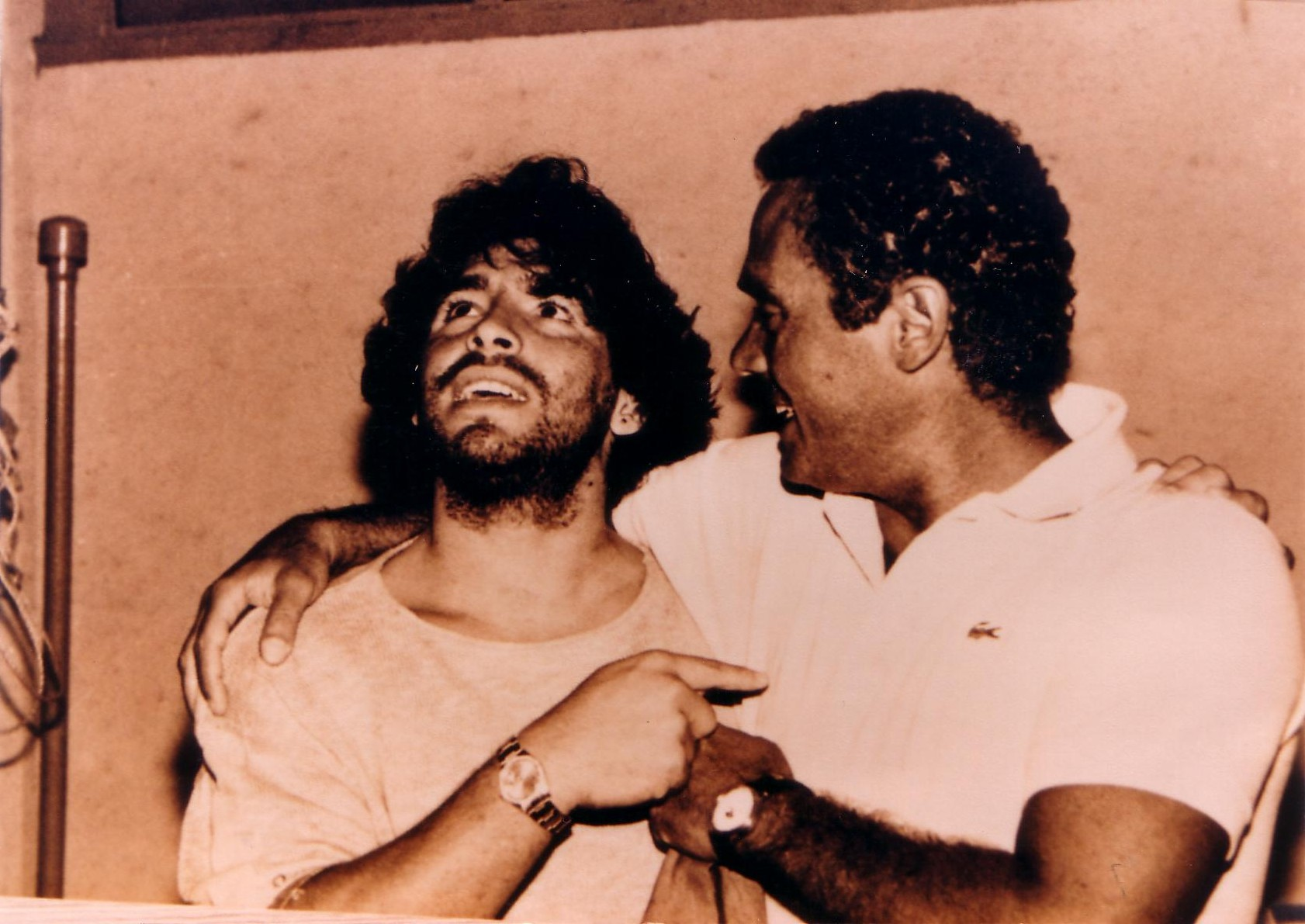
Di Marzio con Diego Maradona.

Tras dejar su carrera de futbolista muy temprano por una lesión, debutó como entrenador del Internapoli en 1968, en la Serie C (tercer nivel del fútbol italiano). Tuvo su despegue como entrenador del Catanzaro, al que llevó a un inesperado ascenso a la Serie A en 1976. En la Serie A, también entrenó al Napoli, con el que fue subcampeón de la Copa Italia en la edición 1977-78. En 1983 llevó al Catania a la Serie A, y en 1988 al Cosenza a la Serie B. A lo largo de su carrera como entrenador, le fue otorgado dos veces el premio Seminatore d'oro (el actual Panchina d'Oro) por la Federación Italiana de Fútbol. En 2015, logró el Premio Saraceno durante la kermés Football Leader, organizada por la Asociación Italiana de Entrenadores de Fútbol (AIAC) en la ciudad de Amalfi.
Posteriormente, fue dirigente deportivo del Cosenza y director deportivo del Venezia del presidente Maurizio Zamparini (desde 1996 a 1998), que en 1998 ascendió a la Serie A después de más de treinta años. También colaboró con la Juventus de Turín entre 2001 y 2006. En 2011 fue contratado por el Queens Park Rangers como asesor de fichajes y ojeador. En 2016 volvió a trabajar con Zamparini, esta vez como dirigente del Palermo.
En 1978 empezó a escribir artículos para la edición dominical del diario comunista l'Unità. Fue comentarista deportivo para RMC Sport Network, TMW Radio Sport y Radio Marte.
Su hijo Gianluca es un periodista deportivo; actualmente trabaja para Sky Sports.

## Clubes

### Como futbolista
| Club           | País   | Año       |
| -------------- | ------ | --------- |
| Boys Caivanese | Italia | 1962-1963 |
| Ischia         | Italia | 1963-1964 |

### Como entrenador
| Club             | País   | Año       |
| ---------------- | ------ | --------- |
| Internapoli      | Italia | 1968-1969 |
| Napoli (juvenil) | Italia | 1969-1971 |
| Nocerina         | Italia | 1971-1972 |
| Juve Stabia      | Italia | 1972-1973 |
| Brindisi         | Italia | 1973-1974 |
| Catanzaro        | Italia | 1974-1977 |
| Napoli           | Italia | 1977-1979 |
| Genoa            | Italia | 1979-1980 |
| Lecce            | Italia | 1980-1982 |
| Catania          | Italia | 1982-1984 |
| Padova           | Italia | 1984-1985 |
| Cosenza          | Italia | 1987-1988 |
| Catanzaro        | Italia | 1988-1989 |
| Cosenza          | Italia | 1989-1990 |
| Palermo          | Italia | 1991-1992 |

## Palmarés

### Distinciones individuales
| Distinción              | Año                                      |
| ----------------------- | ---------------------------------------- |
| Premio Seminatore d'Oro | 1971-1972 (Serie C); 1975-1976 (Serie B) |
| Premio Saraceno         | 2015                                     |